# Felix (Comic)
Felix ist ein Comic-Magazin, das im Bastei-Verlag in der Zeit von 1958 bis 1981 erschienen ist.
Im Magazin erschienen neben Kurz- auch Fortsetzungsgeschichten über mehrere Ausgaben auch Werbungen und Rätsel. Einige Reihen waren regelmäßig fester Bestandteil des Comics, andere behielten Gaststatus. Namensgebend ist die Comicserie mit der Hauptfigur Felix the Cat. Der Comic enthielt unter anderem die Serien Arthur, das Gespenst, (Bob und) Bello, Bessy, Clever & Smart (als Flip & Flap), Dennis ist der Beste von Hank Ketcham, Die 5 Asse von Greg, Die lustigen Strolche, Die Schlauli aus dem Schlingelland, Fips der Löwe, Groggy Grips – Der Plankenbrecher, Hadschi, Happy, der kleine Korsar, Heidi, Henry, Inky + Dinky, Joker contra Tröpfe – Invasion vom Heulplaneten, Käptn Knaller, Kiko 2000, Mick + Muff, Minitrick & Co, Onkel Jo erzählt: Abenteuer aus aller Welt, Pablo und Rosalia, Paulchen – der (B)engel aus der Hölle, Pepi Popcorn von Lino Landolfi, Rahan – Sohn der Vorzeit, Silberpfeil, Stefan der Troubadour, Suske und Wiske (als Ulla und Peter), Sylvio und seine Freunde, Tom Patapom, Whamoka und Wastl.
Es erschienen insgesamt 1114 Hefte, sie wurden wöchentlich veröffentlicht und farbig gedruckt. Ein- oder doppelseitig waren Reportagen über Sport, Technik oder Tiere – oder Werbebeiträge – mit Farbfotos enthalten. Außerdem waren einseitige Witzseiten oder Comics wie Bauz und Bille, Luchsauge oder Der Pfiffikus eingestreut. Ein- oder mehrseitig waren auch die Rätsel Wer findet den Täter mit dem Detektiv Pfiffig. Die Comicrückseite zierten Cartoons von Cubitus (als Hannibal), Roobarb oder Twinky und Twist. Phasenweise gab es in der Mitte der Zeitschrift einen durch einfachen Druck und grobes zeitungsartiges Papier abgehobenen Rätselteil. Neben den gewöhnlichen Heftausgaben gab es 52 Sonderhefte für Ferien, Ostern und Weihnachten. Diese wurden als Sammelbände noch als Jahresbände zusammengefasst. Erschienen sind außerdem noch Großbände, Extrahefte und Jubiläumsbände.
Neben Eigenwerbung, u. a. für andere Printmedien oder mit einem eigenen Spielzeugversand von Bastei, war regelmäßig auch Werbung für Kinderbücher und Comicserien des Tessloff Verlags, für Spielzeug (z. B. Matchbox Superfast, Airfix-Modelle), Sammelgegenständen, wie Bonuszugaben von Tankstellen von Esso und Shell oder Briefmarken von diversen Briefmarkenhändlern, Süßwaren (Eis, Schokoriegel, Kaugummi), Hohner-Mundharmonikas und Schulbedarf (z. B. diverse Stifte von Geha, Pelikano oder Kreuzer) enthalten. Ähnlich wie in den Yps-Heften wurde auch das Züchten von Urzeitkrebsen, die Sea-Monkeys, beworben. Werbung von Milky Way war eigens mit einem einseitigen Comic mit Fred Feuerstein illustriert, Duplo mit Geschichten von Uli, Nutella mit Micky Maus. Kaba-Kakaopulver warb mit Zaubertricks.